# Adela Agelet Gomà
Adela Agelet Gomà   (Lleida, 1944) és una activista catalana, lider històrica de l'associacionisme i els moviments veïnals. Durant la Dictadura Franquista va lluitar per a la recuperació dels drets bàsics, les llibertats i el benestar de la ciutadania. El 2000 va ser guardonada amb la Medalla d'honor de Barcelona.

## Biografia
Nascuda a Lleida el 1944, es va traslladar a Barcelona el 1961 per continuar els estudis superiors. Aviat es va adherir al clandestí Sindicat democràtic d'Estudiants de la Universitat de Barcelona. Abans de llicenciar-se en farmàcia, va treballar com a tècnica analista de laboratori i com a professora de tecnologia en una escola professional. L'any 1969 es va instal·lar al barri de Les Corts. El 1973 va iniciar la seva col·laboració amb l'Associació de Veïns portant a terme una intensa tasca social, sobretot en campanyes reivindicatives per a la millora urbanística, d'equipaments i de la qualitat de vida del districte. Va participar en el moviment popular de L'Assemblea de Catalunya i  el Congrés de Cultura Catalana.
Ha estat presidenta de la coordinadora d'Associacions de Veïns i entitats del districte. Entre les moltes accions portades a terme destaquen la renovació de l'escola Ausiàs March, el Poliesportiu de la Travessera de les Corts, el Pla d'Anglesola i la Colònia Castells, ha liderat l'oposició a la especulació i requalificació de terrenys a la zona del mini estadi del Barça, la transformació dels tallers de la FIAT en una escola, la Fàbrica Benet Campabadal en una biblioteca, La cobertura de la Ronda del Mig, de la qual encara falta l'últim tram, la pugna amb el bisbat per a la recuperació de Can Capellanets etc.
Adela Agelet va col·laborar des dels inicis, en nom de l'Associació de veïns, en el projecte participatiu del Monument a la Presó de dones de les Corts, inaugurat el 2019. També en la preservació i conservació del patrimoni artístic i arquitectònic del districte.